# Virgin Galactic
Virgin Galactic är ett brittiskt företag som arrangerar turistresor till rymden från och med år 2021 från USA, närmare bestämt delstaten New Mexico. Samverkansavtal skrevs den 6 juli 2018 för att verka för möjligheten att i framtiden flyga från Taranto-Grottaglie flygplats.
Virgin Galactic grundades av Sir Richard Branson och ingår i hans Virgin Group. Företaget skrev 2004 kontrakt med flygplanskonstruktören Burt Rutans företag Scaled Composites, vars SpaceShipOne i juni 2004 blev den första privatbyggda farkosten att nå rymden, det vill säga 100 km från jordytan, och genom nya flygningar i september och oktober samma år vann Ansari X Prize. De fem av Virgin Galactic beställda rymdskeppen avses vara något större skepp med i huvudsak samma konstruktion som SpaceShipOne men avsedda för fem passagerare, den är döpt till SpaceShipTwo och moderskeppet kallas White Knight 2. Det första skeppet skall bära namnet VSS (Virgin SpaceShip) Enterprise och resorna beräknas inledningsvis ha en varaktighet på endast tre timmar, föregått av tre dagars träning, och ha ett pris på 200 000 dollar per resenär.
I Sverige blev tre företag utsedda att representera Virgin Galactic den 17 mars 2009, så kallade "Accredited Space Agents". De är The Search, Icehotel i norr samt Upplevelseakuten AB i Stockholm.
Medan Virgin har bedrivit utvecklingen av ett miniatyrsatellituppskjutning fordon sedan 2012, började företaget 2015 för att göra miniatyrsatellituppskjutning till en större del av Virgin's kärnverksamhetsplan, eftersom Virgin human rymd-programmet har upplevt flera förseningar.  Denna del av verksamheten delades in i ett nytt företag som heter Virgin Orbit 2017.

## SpaceShipTwo

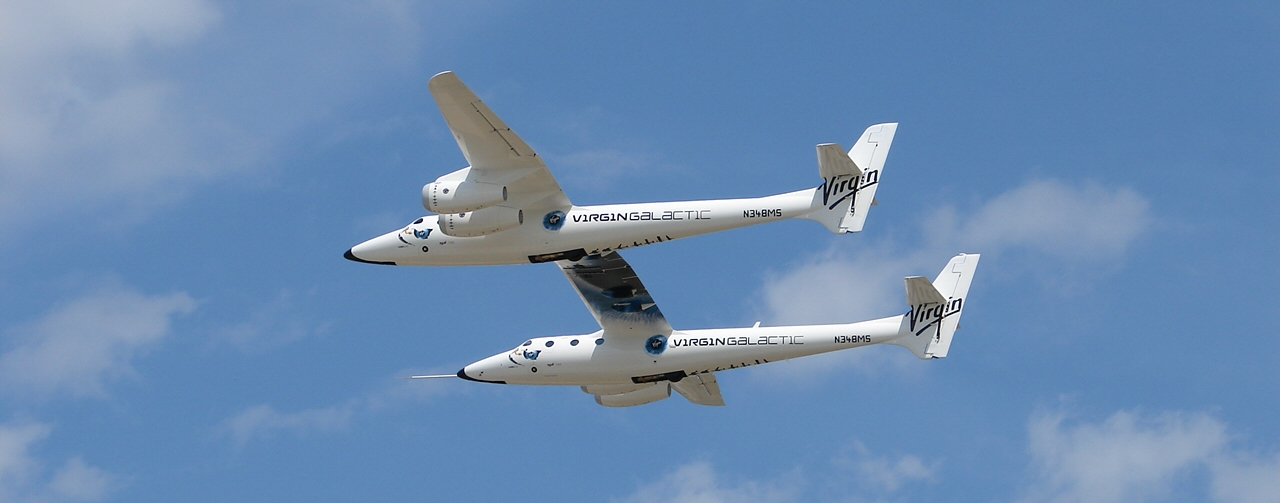

Enligt uppgift från Richard Branson den 27 september 2010 var då ett andra rymdskepp färdigbyggt och rymdfärderna skulle komma att inledas i framtiden. Enligt Branson hade Virgin Galactic fått 45 miljoner dollar i depositioner av personer som vill resa med företaget ut i rymden. Farkosten SpaceShipTwo havererade dock 2014, ett allvarligt bakslag för projektet. Ett nytt exemplar började provflygningar 2016.